# Бъниша
Бънѝша (на английски: Benicia, звуков файл и буквени символи за произношение ) е крайбрежен град в окръг Солано, щата Калифорния, САЩ. Градът е столица на Калифорния в продължение на почти тринадесет месеца от 1853 до 1854 г. Разположен е по северния бряг на протока Каркинес. Бъниша е с население от 26,997  души. (2010) Общата площ на Бъниша е 40,40 кв. км (15,60 кв. мили).
Градът е разделен на четири района: Източната част, Западната част , Саутхемптън и индустриален парк. Повечето от по-старите, исторически къщи в града се намират източната и западната част. Саутхемптън съдържа предимно еднофамилни жилищни комплекси, повечето от които са построени между 1970 и 2000 г. В Източната част се намира Benicia Arsenal, бивш оръжеен склад на армията на Съединените щати, който сега е собственост на града и се използва за различни цели, най-вече като място за работа на художници. Арсеналът обхваща няколко исторически забележителни сгради от около 1860 г. като Часовниковата кула, Хамбарът на камилите и Кварталът на лейтенанта (понастоящем известен като имението на Джеферсън Стрийт). Индустриалният парк се намира на североизток от жилищните райони на града. Там се намира петролната рафинерия Валеро.

## История
Град Бъниша е основан на 19 май 1847 г. от д-р Робърт Семпъл,  Томас О. Ларкин и генерал от Мариано Гуадалупе Валехо, върху земя, продадена им от генерал Валехо през декември 1846 г. Той е кръстен на съпругата на генерала, Франсиска Бенисия Карильо де Валехо, която произлиза от видното калифорнийско семейство от Южна Калифорния "Карило". Генералът възнамерявал градът да бъде наречен „Франсиска“ на името на съпругата му, но това име отпаднало, когато бившият град „Йерба Буена“ променя името си на „Сан Франциско“, така че вместо него е използвано второто й име. В мемоарите си Уилям Шърман твърди, че Бъниша е "най-добрият природен обект за търговски град" в региона.
През февруари 1848 г. първата дума за злато, е изтекла в таверна в Бъниша, като по този начин започва Калифорнийската златна треска .  Бенисия се превръща в междинна станция по пътя за Сиера. 
През март 1850 г. Бъниша става един от първите инкорпорирани градове в щата Калифорния, само месец след Сакраменто.  Бъниша е първоначалното седалище на окръг Солано. Старата масонска зала, известна още като масонска зала на Бъниша /Old Masonic Hall/ е построена през 1850 г. с дървен материал, дарен от основателя на Бъниша Робърт Семпъл, върху земя, подарена от Александър Ридел. Долният етаж на сградата е използван като зала на окръжния съд и офиси, преди завършването на кметството на Бъниша.  През 1858 г. седалището на окръга е преместено във Феърфийлд.
През 1853 г. Бъниша става третото място, избрано да служи като столица на щата Калифорния, след Сан Хосе и близкия Валехо. 
Първоначалният кампус на колежа Милс е основан в Бъниша през 1852 г. като "Семинария за млади дами" и е първият женски колеж на запад от Скалистите планини. Преди да се премести в Оукланд през 1871 г., той се намира на Западна първа улица, точно на север от Първа улица, основната търговска зона в града.
Една от най-ранните компании в Калифорния, Pacific Mail Steamship Company - Тихоокеанската пощенска компания, създава голяма корабостроителница в Бъниша през 19 век. Талантливият корабостроител Матю Търнър създава корабостроителницата Матю Търнър в Бъниша през 1883 г. По този начин града се превръща във важен обект за съхранение и доставка на пшеница.
На 1 декември 1879 г. железопътната компания Central Pacific Railroad пренасочва част от своята трансконтинентална линия към Бениша и създава основен железопътен ферибот през пролива Каркинес от Бъниша  до Порт Коста. Най-големият ферибот в света, Солано, превозва цели влакове през пролива Каркинес от Бъниша  до Порт Коста, откъдето те продължават към кея Оукланд.
На 5 юни 1889 г. се състои легендарният бой между боксьорите Джеймс Корбет и Джо Чойнски, който се провежда на шлеп край бреговете на Бъниша. Мачът продължава 28 рунда и сега е отбелязан с плоча близо до залива Саутхемптън.
През 1901 г. е построен първият в света електропровод на дълги разстояния над протока Каркинес.
Голям пожар на 22 март 1945 г. унищожава половин блок от бизнес сграда, в която се намират почти вековната „стара пивоварна“ и хотел Солано, като заплашва за кратко старата столица, която сега е историческа забележителност. Пожарът на покрива е бързо потушен и конструкцията не е сериозно пострадала. Загубите се оценяват на 125 000 долара.
Две събития от началото на 60-те години на миналия век променят напълно Бъниша: затварянето на Арсенал Бъниша през 1960–64 г. и постояването на моста Бъниша-Мартинес през 1962 г. Затварянето на Арсенал позволява на градските управници да създадат индустриален парк на негово място, който в крайна сметка осигурява повече приходи за града. Завършването на моста Бенисия-Мартинес създава възможност градът да се превърне в предградие на Сан Франциско и Оукланд, а развитието на предградията в хълмовете на Бениша започва в края на 60-те години.
На 20 декември 1968 г., близо до водната помпена станция в Бъниша на езерото Херман Роуд, серийният убиец Зодиак прави своя дебют, като убива двамата местни жители на Валехо Дейвид Фарадей и Бети Лу Дженсън, докато си почиват в колата на Фарадей. Близо до същия район на 4 юли следващата година убиецът прави нов удар, убивайки Дарлийн Елизабет Ферин и ранявайки Майкъл Маго в парка Блу Рок Спрингс във Валехо, непосредствено до Бъниша.
През 1969 г. североизточно от жилищните райони на града е построена и завършена петролна рафинерия от Humble Oil (по-късно Exxon Corporation). По-късно рафинерията е купена от петролната компания "Valero Energy Corporation".
Между 1970 и 1995 г. населението на Бъниша нараства стабилно със скорост от около 1000 души годишно.

## Дейности
- В Баниша има фермерски пазар на Първа улица всяка четвъртък вечер през летните месеци от април до октомври. Тази традиция започва през 1992 г.

- "Arts Benicia" е организация с нестопанска цел, чиято мисия е да стимулира, образова и подхранва културния живот в Бъниша предимно чрез визуалните изкуства. Те представят изложби, образователни програми и класове, които подкрепят художници и ангажират по-широката общност.

Организацията предлага целогодишни художествени изложби , събитието на "Benicia Artists Open Studios" през пролетта, "Годишния аукцион на изкуствата" през есента, различни специални проекти и тримесечни уроци по изкуство за възрастни и деца. Намира се в Арсенал Бъниша на адрес: 991 Tyler Street, Suite 114. Работното време на галерията е от четвъртък до неделя, 12:00-17:00 часа по време на изложби. Входът в галерията е безплатен за населението на града. 
- "Изкуство в парка" /Arts in the Park/ е ежегоден летен празник на изкуството, който се провежда в градския парк на Бъниша.[11]

- Панаирът "Benicia Peddler's Fair" е един от най-големите улични панаири в Северна Калифорния. Това събитие на открито започва през 1963 г. с няколко колекционерски и антикварни магазина, които показват своите артикули на щандове пред църквата „Свети Павел“. Днес над 300 търговци на антични и колекционерски стоки, както и други търговци, показват своите стоки на First Street. Непроверени източници посочват, че през 2006 г. на панаира са присъствали на около 20 000 души. Това събитие, провеждано обикновено в събота в началото на месец август, се спонсорира от епископалната църква "Св. Павел" в Бъниша. [12]

- Парадът с факли /Torchlight Parade/ традиционно се провежда на 3 юли, простира се по целия път на Първа улица и обикновено включва музика, танци, клоуни и забавления на живо.

- На 4 юли по традиция по случай празника на Америка се провежда голям обществен пикник в градския парк на Бъниша, който традиционно започва по обяд. Малко след като се стъмни (приблизително около 21:00) има шоу с фойерверки.

- Бъниша е активна ветроходна общност. В допълнение към индивидуалното плаване от яхтеното пристанище Бъниша, има няколко организирани събития и състезания. През летните месеци в четвъртък вечер има състезание с яхти, спонсорирано от яхтклуб Бъниша. Яхт клубът спонсорира годишната регата Jazz Cup regatta, а също така спонсорира младежка програма за ветроходство, която предлага обширно обучение.

- Парадът на Светия Дух /The Holy Ghost Parade/ -  в четвъртата неделя на юли португалската общност в Бъниша празнува "празника на Светия Дух", продължавайки предаността, установена от португалската кралица Света Изабела, която е известна с грижата си към бедните. Фестивалът започва с парад до църквата Св. Доминик, последван от литургия, търг и танци. Парадът на Светия Дух отбеляза своята стогодишнина в Бъниша през 2007 г.[13]

## Училища
В Бъниша се намират следните държавни училища:
- Начални училища 
  - Начално училище Матю Търнър (кръстено на известен местен корабостроител )
  - Начално училище Робърт Семпъл (кръстено на един от основателите на града )
  - Основно училище Мери Фармар
  - Начално училище Джо Хендерсън (кръстено на местен учител и началник на училището)

- Средни училища
  - Средно училище в Бъниша [14]

- Гимназии
  - Гимназия в Бъниша
  - Гимназия Либерти

## Побратимени градове
Бъниша има един побратимен град 
- Тула де Алиенде, Идалго, Мексико